# Osociec plamisty
Osociec plamisty, skolymus plamisty (Scolymus maculatus L.) – gatunek rośliny należącej do rodziny astrowatych (Asteraceae).

## Zasięg geograficzny
Pochodzi z obszaru śródziemnomorskiego. Rośnie dziko w Afryce Północnej (Wyspy Kanaryjskie, Madera, Maroko, Algieria, Tunezja, Egipt), południowej i południowo-wschodniej Europie  (Hiszpania (Baleary), Portugalia, Francja, Bułgaria, Włochy (Sycylia), Grecja, Francja, Portugalia),  Azji Zachodniej (Cypr, Izrael, Jordania, Liban, Syria, Turcja). Jako efemerofit występuje w Anglii, Belgii, Niemczech. 

## Morfologia
PokrójRoślina jednoroczna, podobna do ostu.
ŁodygaOsiąga wysokość do 1,3 m, górą jest rozgałęziona i oskrzydlona na całej długości. Skrzydła mają twardą,  białawą krawędź i są nieregularnie ząbkowane i kolczaste.
LiściePodłużno-lancetowate, klapowane, gładkie, piłkowane i wyposażone w kolce.
KwiatyŻółte, zebrane w koszyczek wyrastający z kątów kolczastych podsadek.
OwoceNiełupki o średnicy 2-3 mm, bez puchu kielichowego.
Jest pospolitym chwastem pól uprawnych, najczęściej występuje w zbożach, ale także w zaroślach, stepach, na półpustyniach i pustyniach.

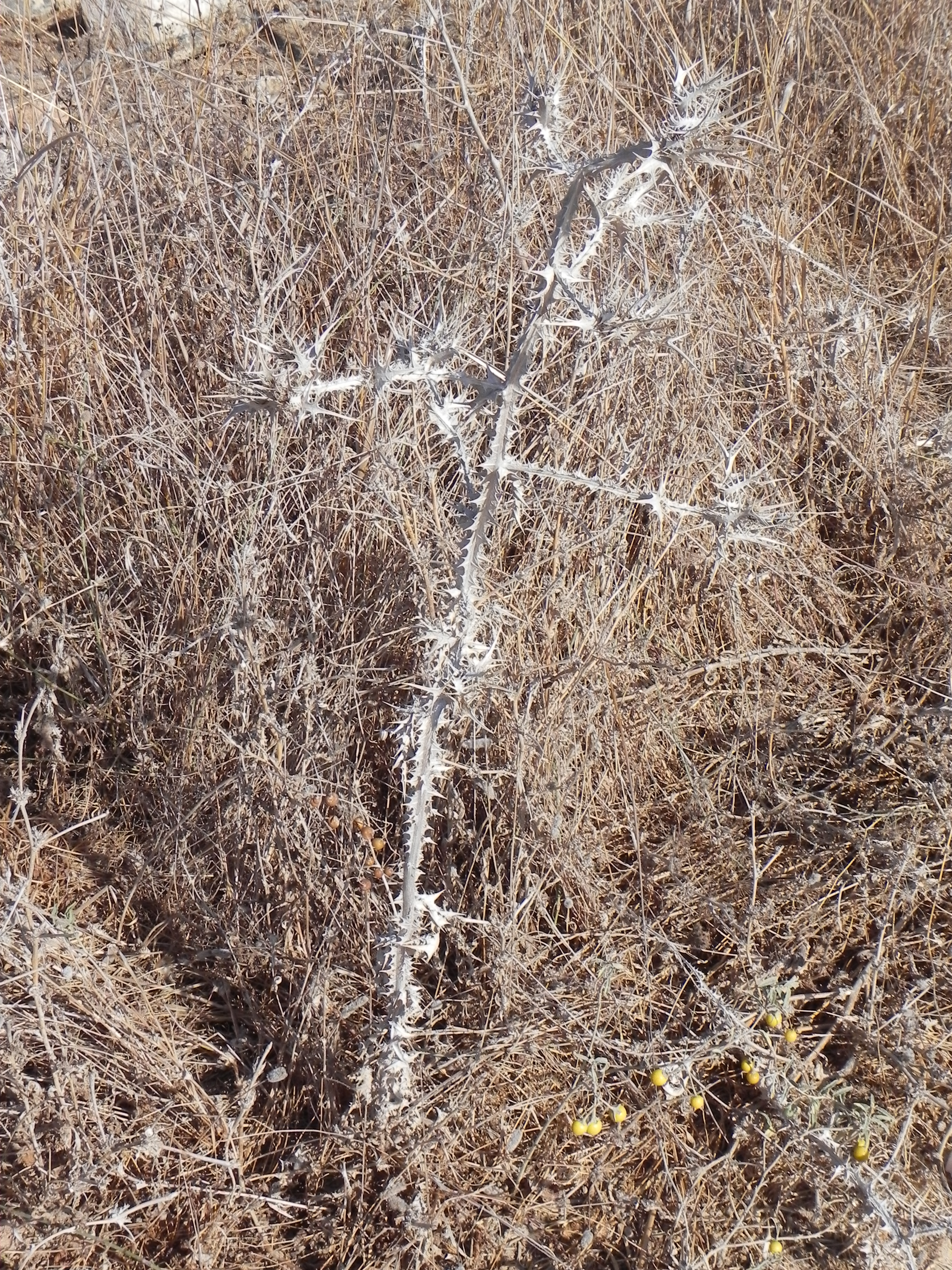
Uschnięta roślina
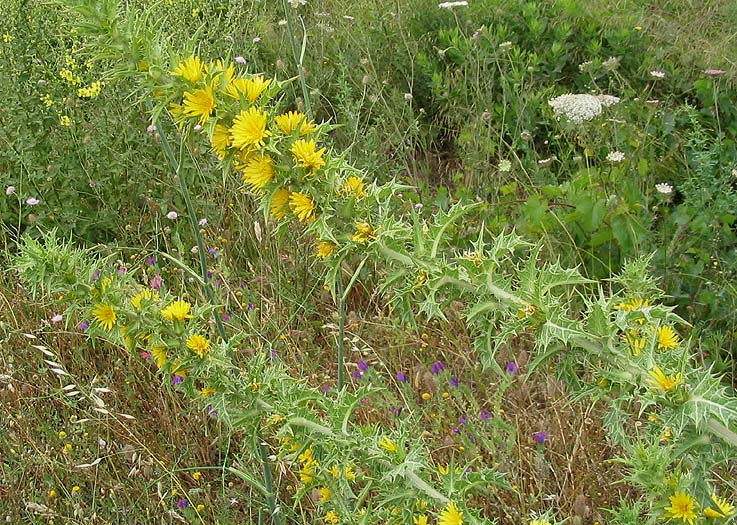
Kwitnące pędy

## Udział w kulturze
M. Zohary, jeden z badaczy roślin biblijnych uważa, że pod występującym 9 razy w Biblii hebrajskim słowo ḥōah kryją się gatunki z rodzaju Scolymus występujące na Ziemi Świętej:  Scolymus maculatus i osociec hiszpański Scolymus hispanicus. W przekładach Biblii słowo to tłumaczone jest jako ciernie lub osty.